# Nationalfeiertag (Niger)
Der Nationalfeiertag (französisch Fête Nationale) wird in Niger am 3. August begangen. Er erinnert an die Unabhängigkeitserklärung Nigers von Frankreich am 3. August 1960.

## Geschichte
Die Verfassungsgebende Versammlung rief Niger am 18. Dezember 1958 zur Republik innerhalb der Communauté française aus. Die gesetzlichen Feiertage des Landes wurden erstmals am 24. Dezember 1959 festgelegt. Die Republik Niger wurde am 1. August 1960 vollständig unabhängig von Frankreich, wobei die Unabhängigkeitserklärung erst am 3. August 1960 verlesen wurde. Durch ein Gesetz vom 22. August 1960 wurde der 3. August zum Nationalfeiertag erklärt.
Ein Gesetz vom 4. März 1974 bestimmte den 18. Dezember, den Tag der Republik in Erinnerung an deren Ausrufung 1958, anstelle des 3. August zum Nationalfeiertag. Der Unabhängigkeitstag am 3. August blieb ein gesetzlicher Feiertag und wurde zusätzlich aufgewertet, indem er ab 1975 auch als „Fest des Baumes“ (Fête de l’Arbre) begangen wurde.
Mit der Begründung, dass die Unabhängigkeit das wichtigste Ereignis in der Entwicklung eines Staates sei, verlegte der Ministerrat am 25. Mai 2023 das Datum des Nationalfeiertags vom 18. Dezember wieder auf den 3. August.

## Traditionen
Zum „Fest des Baumes“ (Fête de l’Arbre) am 3. August sind alle Nigrer aufgerufen, einen Baum zu pflanzen und damit einen Beitrag für die Bewahrung des Ökosystems und gegen die fortschreitende Desertifikation zu leisten. Die politischen Entscheidungsträger beteiligen sich traditionell in führender Rolle an der Entstehung des landesweiten „Waldes des 3. August“.
Die Verleihungen der meisten Orden und Ehrenzeichen der Republik Niger finden in der Regel am 3. August und am 18. Dezember statt. Dies betrifft den Nationalorden Nigers, den Verdienstorden Nigers, die Militärmedaille, den Verdienstorden für Landwirtschaft, den Orden der akademischen Palmen, die Ehrenmedaille für das Gesundheitswesen und die Ehrenmedaille für das Zollwesen. Die Verleihungen nimmt der Staatspräsident in seiner Eigenschaft als Großmeister der Nationalorden vor.